# Renault Sherpa 20
Pour les articles homonymes, voir Sherpa (homonymie).
Le  Renault Sherpa 20 appartient à la gamme des camions tactiques à capot de produit à l'origine par Renault Trucks Defense, filiale de Renault Trucks renommé depuis 2018 Arquus.

## Description
Présenté à Eurosatory en 2006, le Sherpa 20 est un véhicule tout-terrain de 19,4 tonnes de charge utile à huit roues motrices (8x8). Il s'agit un camion conçu pour les missions de transport lourd sur route et tous chemins. Dédié aux forces logistiques et au génie, il existe des versions benne, plateau et citerne. Sa fonction principale reste le transport et la manutention des conteneurs et des palettes.
Équipé d'un moteur turbo-diesel 6 cylindres de 10,8 litres norme Euro 4 à injection haute pression par rampe commune de 450 chevaux, le Sherpa 20 possède les mêmes caractéristiques de franchissement que le Sherpa 10.
En 2011, il ne figure plus dans la liste des véhicules produit par Renault Trucks Defense.  